# Palenie Judasza

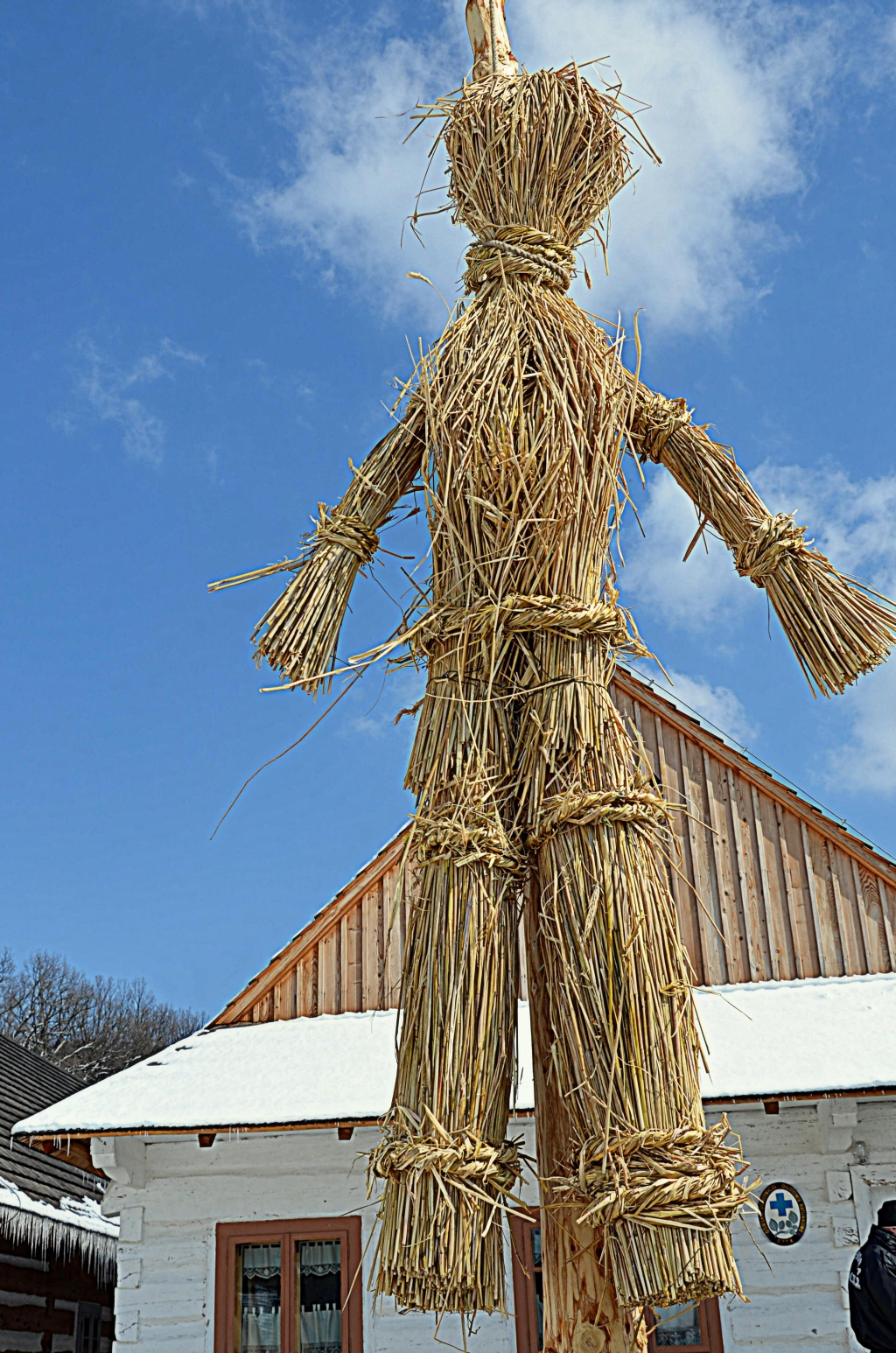
Słomiany Judasz zawieszony na słupie w Sanoku

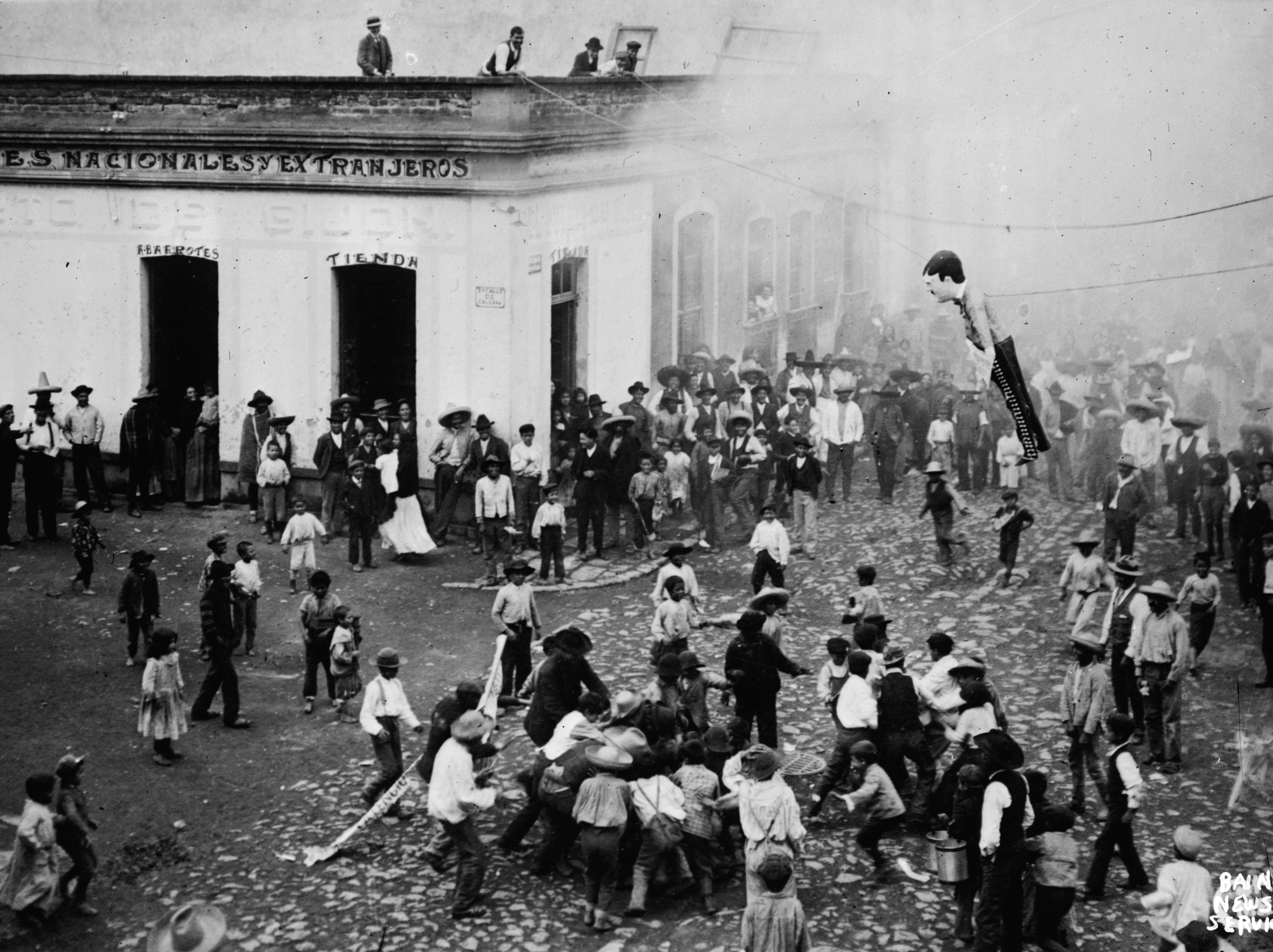
Wieszanie Judasza, Meksyk, początek XX wieku

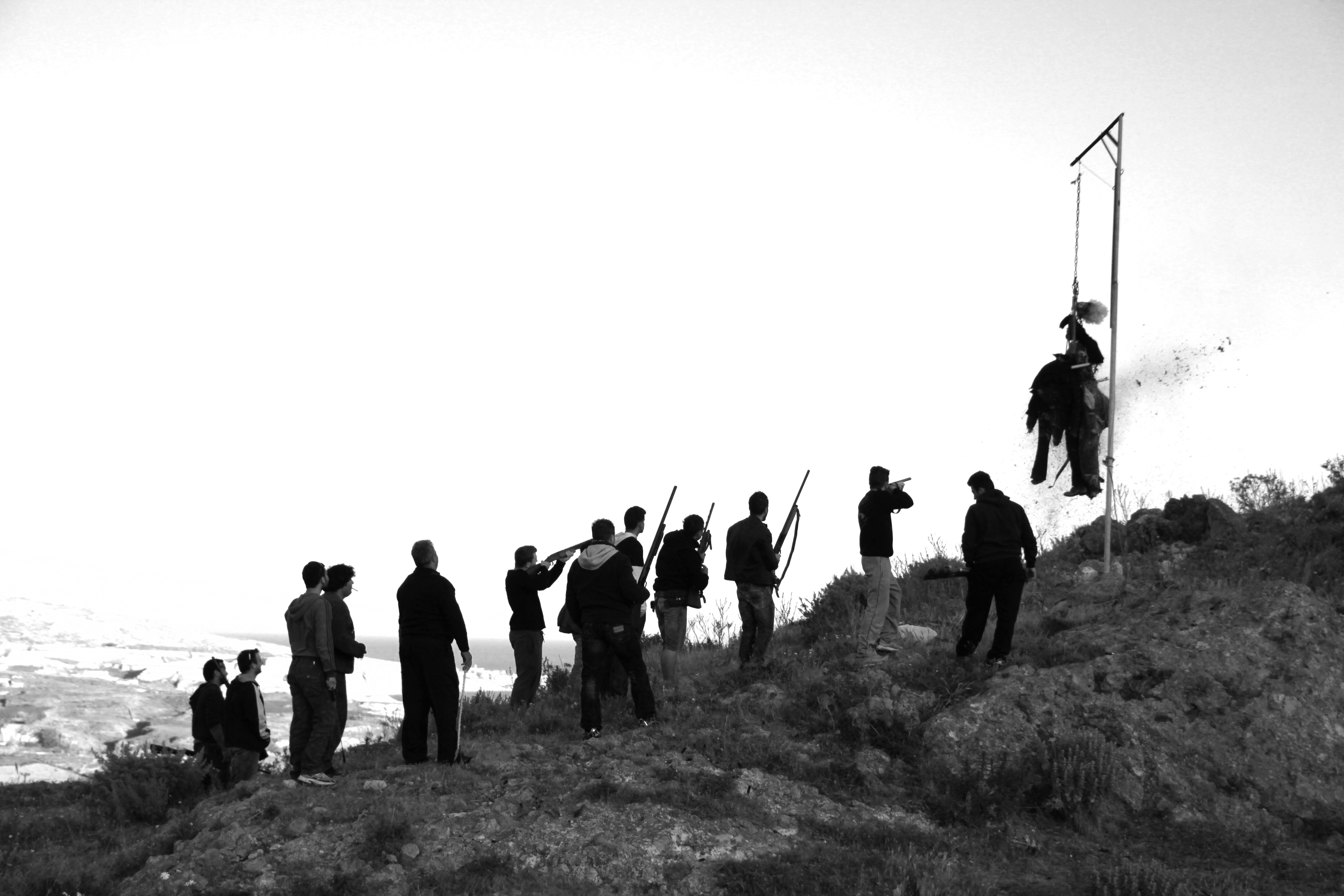
Strzelanie do powieszonej kukły Judasza, Santoryn, Grecja, kwiecień 2010

Palenie Judasza, wieszanie Judasza, judaszki – występujący w wielu krajach ludowy zwyczaj związany z chrześcijańskim świętem Wielkanocy.

## Historia
Obyczaj ten, zanotowany w źródłach po raz pierwszy w XVIII wieku, nawiązuje do historii zmartwychwstania Chrystusa, przypominając o zdradzie Judasza. Swoje korzenie ma w pogańskim obrzędzie topienia Marzanny, który – zwalczany przez duchowieństwo – został gdzieniegdzie schrystianizowany.
Widowisko rozpoczynało się w Wielki Czwartek nocą (w niektórych regionach już w Wielką Środę), kończąc się następnego dnia po południu. Kukła przedstawiająca Judasza była sądzona, a następnie wieszana na wieży kościelnej. W Wielki Piątek strącano Judasza z wieży, a następnie bito, szarpano, włóczono po wsi. Na koniec podpaloną kukłę wrzucano do rzeki czy stawu. Zwyczaj ten niekiedy nabierał charakteru antysemickiego: kukła Judasza wyobrażała stereotypowego Żyda, a obchody kończyły się napaścią uczestników na Żydów.
W związku z nadmierną agresją uczestników widowiska Kościół zakazał jego organizowania. Tam, gdzie zwyczaj nadal trwa, kukłę wiesza się na drzewie, słupie, kominie. Do czasów współczesnych obrzęd ten zachował się lokalnie na południu Polski (Podkarpacie, Małopolska, Śląsk Cieszyński), między innymi w Sanoku, Pruchniku, Krośnicy, Skoczowie (wodzenie Judosza), Babienicy. Palenie Judasza jest uznawane przez etnografów za najbardziej wyróżniający Podkarpacie zwyczaj wielkanocny.
W Małopolsce (tereny obecnych powiatów myślenickiego i wadowickiego) zwyczaj ten w miejscowym dialekcie gwary krakowskiej nazywany jest paleniem Judosa. Praktykowany w Wielki Czwartek (w dzień, w którym według przekazu ewangelicznego Judasz zdradził Jezusa i się powiesił), nie był połączony z dodatkowymi inscenizacjami. Po zmroku palono albo kukłę Judasza na ognisku, albo samo ognisko. Pierwotnie ognisko sporządzano głównie z wyschniętych wianków zbieranych na cmentarzach, które pozostały na grobach po uroczystości Wszystkich Świętych. W późniejszym okresie (do końca lat dziewięćdziesiątych XX wieku) upowszechnił się zwyczaj palenia Judosa ze starych i zużytych opon samochodowych. Obecnie zwyczaj zanika. Na terenie gmin Sułkowice i Lanckorona pozostał w szczątkowej formie w postaci palenia ognisk o zmierzchu w Wielki Czwartek z suchych traw i gałęzi zebranych po zimie w ogrodach.
Palenie Judasza praktykowane było kiedyś na terenie całej Europy i jest nadal w niektórych częściach Grecji, Brazylii, Hiszpanii, Portugalii, Austrii, Niemiec, Czech, Słowacji, Polski, Meksyku, Kostaryki, Urugwaju, Wenezueli, Cypru (gdzie nazywa się „lambratzia”), Filipin, Peru, Chile.
UNESCO uznało czeską tradycję oprowadzania Judasza (vodění Jidáše), wciąż kultywowaną w regionie Pardubic, za część narodowego dziedzictwa kulturowego.